# فلوران فروتير
فلوران فروتير هو لاعب هوكي الجليد كندي، ولد في 1 يونيو 1955 في Beauport, Quebec City ‏ في كندا.

## وصلات خارجية
- فلوران فروتير على موقع EliteProspects.com (الإنجليزية)
- فلوران فروتير على موقع HockeyDB.com (الإنجليزية)
- فلوران فروتير على موقع Hockey-Reference.com (الإنجليزية)